# Robert Persons
Robert Persons (alternativt Parsons), född 24 juni 1546, död 15 april 1610, var en engelsk jesuitisk präst. Hans föräldrar var yeoman och med hjälp av kyrkoherden John Hayward skickades Persons år 1562 till St Mary Hall i Oxford. Efter att han hade tagit sin examen blev han 1568 handledare vid Balliol College i Oxford. Dock tvingades han avgå den 13 februari 1574 efter att det framkommit att han var katolik. Persons begav sig då istället ut i kontinentaleuropa, efter överläggningar med jesuiten William Good, där han själv blev jesuit vid San Paolo fuori le Mura i Rom den 3 juli 1575.
Persons slog följe med kollegan Edmund Campion på Campions mission till England 1578. Denna mission äventyrades dock av att påven hade skickat en separat grupp för att ge understöd till den irländska rebellen James FitzMaurice FitzGerald. Varken Persons eller Campion kände till detta sedan tidigare utan fick reda på det först när de var i Reims i Frankrike, på väg till England. Efter att Campion hade arresterats, torterats och slutligen avrättats den 1 december 1581 flydde Persons England för alltid. Tillsammans med kardinalen William Allen hoppades han på att den spanska armadan snabbt skulle erövra England, vilket aldrig hände. Efter den misslyckade erövringen tillbringade Persons nio år i Spanien. Han hoppades ta över Allens plats som kardinal efter dennes död, men så blev inte fallet. Istället blev Persons utsedd till rektor vid Collegium Anglorum i Rom; en stad han senare avled i den 15 april 1610.
Persons har misstänkts vara hjärnan bakom krutkonspirationen, vilket är felaktigt då det var Robert Catesby som låg bakom denna konspiration.